# By the Way (single)
"By the Way" is een single van de Red Hot Chili Peppers en komt van het album By the Way uit 2002. Het was de eerste single van dit album en ook het openingsnummer van de cd en elpee. Het nummer bevat enkele funk- en rockinvloeden, waar de Red Hot Chili Peppers bekend om stonden, gecombineerd met een melodisch refrein.

## Videoclip
De videoclip werd geregisseerd door Jonathan Dayton en Valerie Faris. In de video voor deze single stapt zanger Anthony Kiedis in een taxi. De taxichauffeur (gespeeld door Dave Sheridan) is een bezeten fan die besluit Anthony te ontvoeren. Kiedis probeert via zijn telefoon hulp te krijgen, maar de chauffeur remt hard, waardoor Kiedis zijn telefoon laat vallen. Later stuurt hij Flea (bassist) en John Frusciante (gitarist) een bericht met een pager. Zij gaan de taxi achterna in een oranje jeep. Anthony Kiedis breekt het raam van de taxi en springt op de jeep. Aan het eind van de video staat de drummer van de Red Hot Chili Peppers, Chad Smith aan de kant van de weg en hij steekt z'n arm op voor een taxi. Hij wordt door dezelfde taxi opgepikt.

## Track listing

### Cd-single 1 (2002)
1. By the Way – 3:35
2. Time – 3:47
3. Teenager in Love – 3:01

### Cd-single 2 (2002)
1. By the Way – 3:35
2. Search and Destroy (live) – 12:13
3. What Is Soul? (live) – 3:58

"Search and Destroy" en "What is Soul?" komen van de dvd Off the Map.

### Cd-single 3 (2002)
1. By the Way – 3:35
2. Time – 3:47
3. Search and Destroy (live) – 12:13

### Cd-single 4 (2002)
1. By the Way - 3:35
2. Time - 3:47
3. Teenager in Love - 3:01
4. Search and Destroy (live) - 12:13

### 7"-single (2002)
1. By the Way – 3:35
2. Time – 3:47

## Ontvangst
In Italië en Amerika haalde het nummer de eerste plaats. In Nederland was de plaat in week 24 van 2002 Radio 3FM Megahit en werd hij een radiohit met een 12e positie in de Mega Top 50 en de 9e positie in de Nederlandse Top 40. In België wordt de 31e positie bereikt in de Waalse hitlijst en de 50e in de Vlaamse hitlijsten.

## NPO Radio 2 Top 2000
Veertien jaar na het verschijnen van dit nummer treedt het in 2016 de NPO Radio 2 Top 2000 binnen.

| Nummer met noteringen in de NPO Radio 2 Top 2000 | '16 | '17  | '18  | '19  | '20  | '21  | '22  | '23  | '24  |
| ------------------------------------------------ | --- | ---- | ---- | ---- | ---- | ---- | ---- | ---- | ---- |
| By the Way                                       | 991 | 1108 | 1321 | 1785 | 1476 | 1415 | 1260 | 1505 | 1717 |

1. ↑  Een vetgedrukt getal geeft de hoogste notering aan.
2. ↑  2016 was het eerste jaar met een notering voor dit nummer.